# Economía de Nuevo León
La economía de Nuevo León es la tercera más grande por PIB de los Estados Unidos Mexicanos después del Estado de México y la Ciudad de México. Tiene un producto interno bruto de 2,906,618 millones de pesos a partir de 2024. En 2020 Nuevo León contaba con catorce de las 50 empresas mexicanas más grandes por ingresos. En 2020, la entidad recaudó más de 37800 millones de dólares estadounidenses al año en exportaciones.
Si fuera un país soberano, Nuevo León sería la economía número 62 del mundo de los 193 Estados miembros de la Organización de Naciones Unidas (ONU) y 2 Estados observadores: la Santa Sede y el Estado de Palestina, en términos del PIB ajustado a la paridad de poder adquisitivo, por delante de Nueva Zelanda, República Dominicana, Ecuador y Venezuela, y por detrás de Catar y Finlandia. Nuevo León es la séptima entidad federativa más poblada del país.

## Industrias
Concentra 213 grupos industriales la mayoría con sede en Monterrey y su área metropolitana. Entre los principales destacan la Cervecería Cuauhtémoc Moctezuma, con exportaciones a decenas de países; Cemex, la segunda cementera más grande del mundo; FEMSA, la compañía de bebidas embotelladas más grande de América Latina; Banorte, uno de los bancos nacionales más fuertes de México, y Alfa, con operaciones en la industria petroquímica y de alimentos. La industria manufacturera, aunque aún importante, está cediendo espacio a una economía basada en la información y los servicios, incluyendo el turismo. Se hacen esfuerzos por atraer inversión en los sectores de biotecnología, mecatrónica y aeronáutica, además de programas de vinculación de la industria con los programas universitarios.
El estado de Nuevo León contribuye al PIB nacional con el 8.37%, equivalente a 2,906,618 millones de pesos (158,745 millones de dólares), ocupando el tercer lugar entre las entidades Federativas (después del Estado de México y la Ciudad de México). En las actividades productivas en las que destaca el Estado, se encuentran la industria manufacturera, que provee para el país el 7,5% nacional (104.250 millones de pesos o 9.478 millones de dólares), ocupando el tercer lugar. En el Sector de Servicios, aportó el 7,1% (equivalente a 244.360 millones de pesos o 22.214 millones de dólares) ocupando segundo lugar nacional. Destaca poco en el rubro agropecuario, pues sólo aporta el 2,7% del total nacional, ocupando con esto el lugar 17.

### Agricultura
La mayor parte del estado de Nuevo León se encuentra fuera de la Zona metropolitana de Monterrey, los principales productos agrícolas de estado son los de cítricos, principalmente naranja, en Montemorelos, Linares, Hualahuises, General Terán, Allende, Santiago y Cadereytas; además, se cultiva maíz, sorgo, frijol, trigo, alfalfa, cebada, papa y sorgo; entre los frutales cabe citar el aguacate, la manzana y el perón. A pesar de algunos esfuerzos por implementar una agricultura de riego, el sur del estado continúan siendo rural y pobre. La población se dedica en general a una agricultura de subsistencia o a la talla de «lechuguilla», una cactácea de la que se obtiene una fibra. El ganado que se cría en el estado es el bovino y caprino.

### Manufactura
Este rubro representa el 30% del producto interno bruto del estado. Las industrias manufactureras representaron un 33% del empleo generado en la entidad de enero a octubre del 2020. Los sectores automotriz y de electrodomésticos son los que despuntarán con más fuerza en este nuevo año con base en sus resultados del 2020. En Nuevo León se manufactura el 40% de las autopartes del país.

### Exportaciones
Al segundo trimestre del 2020, Nuevo León representó 9.65% de las exportaciones del país; lo que se traduce en 15,000 millones de dólares. El 99.6% de las exportaciones del estado son de las industrias manufactureras; lo que lo convierte en la entidad con mayor dependencia del sector de las empresas de la Industria Manufacturera, Maquiladora y de Servicio de Exportación (IMMEX). En cuanto a la representación exportadora del 2020, destacan el rubro de fabricación de equipo de transporte con casi un 31% de producción; luego, la fabricación de equipos de generación eléctrica con un 19%, aproximadamente y, por último, la fabricación de electrodomésticos, que representa el 9.92 por ciento.

### Electrodomésticos
De acuerdo con el último censo del Inegi del 2019, dado a conocer en el 2020, la producción de electrodomésticos en México fue de 21,471 millones de dólares; lo que representa un crecimiento del 171% desde el 2014. Además, Nuevo León es la primera entidad productora del sector: representa el 21% de la producción a nivel nacional, lo que se traduce en 4,436 millones de dólares.

### Finanzas
Nuevo León es sede de la entidad financiera mexicana más grande el cual es el Grupo Financiero Banorte, además que es sede del Banco Afirme.

## Inversión extranjera directa
En el estado existen 238 proyectos en negociación para Inversión Extranjera Directa (IED), de los cuales 65 se encuentran en etapa avanzada. Los principales países de los que provienen son de Estados Unidos, que representa el 32% del total; China, con 21% de representación; Francia, con el 5%; y Reino Unido, Canadá y Corea del Sur, con 4% cada uno respectivamente.